# George Claridge Druce
George Claridge Druce (Potterspury, 23 de mayo de 1850 - Oxford, 29 de febrero de 1932) fue un farmacéutico y botánico británico.

## Biografía
George Druce nació en Potterspury (Northamptonshire), hijo ilegítimo de Jane Druce. Muy aficionado a la naturaleza desde temprana edad, le gustaba coleccionar insectos y plantas. En 1886 trabajó como aprendiz en una empresa farmacéutica en Northampton. En 1873 consiguió graduarse como farmacéutico. En su tiempo libre recolectaba plantas para formar un Herbario y escribir sobre la flora local. Ejerció un papel fundamental en la fundación de la "Sociedad de Historia Natural de Northamptonshire".
En 1879 abandonó Northampton y con los ahorros que tenía de unas 400 libras, instaló una farmacia en "High Street" en Oxford. En esta ciudad toma parte en actividades como las que acostumbraba. En 1880 fue cofundador de la "Sociedad de Historia Natural Ashmolean de Oxfordshire" y empezó a investigar la flora de la zona. En 1895 se le reconoció la labor efectuada con su designación como "Curador" (director-conservador) del Departamento de Botánica de la Universidad de Oxford. Una designación que le dará libertad de movimientos y acceso al Herbario y a la biblioteca.
Además de atender a su negocio y a los asuntos botánicos George Druce desplegaba otras actividades, pues trabajó como concejal de la ciudad de Oxford desde 1892 hasta su muerte, era el secretario del "Comité de Salud Pública", cargo en el que estuvo durante 30 años. "Sheriff" en 1897 y "Mayor" en 1900. También sirvió en el consejo de la "Pharmaceutical Society" y presidente de la "British Pharmaceutical Conference" entre 1901 y 1902.
Desde 1903 fue el secretario del "British Botanical Exchange Club" que su principal propósito era intercambiar especímenes recolectados en Gran Bretaña, viajó por todos los condados de Gran Bretaña e Irlanda, yendo varias veces a las islas del Canal, acompañó a la expedición de la "British Association" a Australia, hizo visitas independientes a tierras del Mediterráneo y a Suramérica, anotando, haciendo fotos (otra de sus grandes aficiones), y recolectando plantas en todo lo que era posible. Los resultados de estos viajes aparecieron como "Papeles relacionados con la Flora griega" y también su "Comital Flora of the British Isles".
En 1917, transfirió el género de la Jungia imbricata a Beackea imbricata.
Describió la especie de orquídeas Dactylorhiza fuchsii (Druce) Soó 1962

## Obra
- Comital Flora of the British Isles Druce. Londres 1932
- The flora of Northamptonshire. T. Buncle, Arbroath, 1930
- The flora of West Ross. Arbroath, 1926
- The Adventive Flora of Tweedside. T. Buncle & Co. Arbroath, 1919
- An Account of the Morisonian Herbarium in the possession of the University of Oxford. 1914
- List of British plants… 1908, 2ª. ed. 1928 con el título „British plant list…“
- The Dillenian Herbaria. An account of the Dillenian collections in the Herbarium of the University of Oxford, together with a biographical sketch of Dillenius, selections from his correspondence. Clarendon Press, Oxford, 1907
- Flora of Oxforshire Druce. Oxford. 1886
- Flora of Bershire Druce. Oxford. 1897
- Flora of Buckinghamshire Druce. Oxford. 1826
- Flora of Northamptonshire Druce. Oxford. 1830

### Eponimia
Especies (20 + 4 registros)
- (Asteraceae) Crepis druceana Murr ex Druce[2]
- (Poaceae) Elymus × drucei (Stace) Lambinon[3]
- (Violaceae) Melicytus drucei Molloy & B.D.Clarkson[4]